# Sächsischer Rechnungshof
Der Sächsische Rechnungshof (SRH) ist der Rechnungshof des Freistaates Sachsen und als dieser für die Überprüfung der Haushalts- und Wirtschaftsführung des Landes zuständig. Im Haushaltsjahr 2024 verfügte der Rechnungshof über 155 Stellen. Er hatte seinen Sitz in Leipzig und ist ab 8. Januar 2024 in Döbeln erreichbar.

## Geschichte
Die Geschichte der sächsischen Finanzkontrolle geht zurück auf die Errichtung der Oberrechenkammer durch den Kurfürsten von Sachsen, August der Starke. Diese erste unabhängige oberste Finanzkontrollbehörde in Deutschland wurde mit einem Reskript vom 24. Mai 1707 erschaffen. Unter Einfluss von Kabinettsminister Heinrich von Brühl wandelte Kurfürst Friedrich August II. im Jahr 1773 die Oberrechenkammer in eine oberste Rechnungsrevisionsbehörde mit der Bezeichnung Oberrechnungsdeputation um. Dieser Name wurde 1842 im Rahmen einer durch König Friedrich August II. durchgeführten Reorganisation der Behörde in Oberrechnungskammer umbenannt.
Zur Zeit der Weimarer Republik und nach der Gründung des Freistaates Sachsen im Jahr 1918 wurde 1922 durch ein Gesetz gemäß Artikel 48 der Landesverfassung ein Staatsrechnungshof in Sachsen geschaffen. Schon 1936 wurde der Rechnungshof im Zuge der nationalsozialistischen Gleichschaltung dem Rechnungshof des Deutschen Reiches als Außenabteilung angegliedert, wobei diese 1940 von Leipzig nach Dresden verlegt wurde.
Im Juli 1945 nach dem Zweiten Weltkrieg erfolgte eine Bestätigung zur Errichtung eines Landesrechnungshofes nach Verhandlungen eines ehemaligen Rechnungshofmitgliedes mit dem Oberbürgermeister der Stadt Dresden. Auch die Landesverfassung vom 28. Februar 1947 sah das Prüfungsrecht beim Landesrechnungshof. Präsidenten des Landesrechnungshofes waren nacheinander die LDP-Mitglieder und ehemaligen sächsischen Minister Friedrich Wilhelm Richter (1945–1946) und Julius Dehne (1946–1949).
Im Jahr 1949 erfolgte die Schaffung einer Kontroll- und Revisionsabteilung beim Sächsischen Ministerium der Finanzen, welche den Rechnungshof ersetzte. Durch eine Verordnung vom 6. November 1952 wurde die Staatliche Finanzrevision, die unter Aufsicht des Ministeriums der Finanzen der DDR stand, geschaffen und damit die eigenständige Finanzkontrolle der Länder abgeschafft.
In seiner heutigen Form wurde der Sächsische Rechnungshof durch das Gesetz über den Rechnungshof des Freistaates Sachsen am 11. Dezember 1991 offiziell gegründet. Erster Präsident war Alfred Wienrich, der ab 1990 als Vorsitzender des Aufbaustabes den Rechnungshof aufbaute und bereits Landeseinrichtungen des Freistaates überprüfte.
Im Oktober 2008 wurde eine Partnerschaftsvereinbarung über die Zusammenarbeit zwischen dem Sächsischen Rechnungshof, vertreten durch den Präsidenten Franz Josef Heigl, und der Regionalen Rechnungskammer in Krakau, vertreten durch den Präsidenten Janus Kot, unterzeichnet.

## Aufgaben und Organisation
Der Rechnungshof überprüft nach Abschluss eines Rechnungsjahres die Rechnungslegung, wodurch die Behörde die gesamte Haushalts- und Wirtschaftsprüfung der öffentlichen Hand in Sachsen überwacht.
Der Präsident des Rechnungshofes muss einmal im Jahr dem Landtag Bericht über die Ergebnisse der Arbeit seiner Behörde erstatten. Der Präsident des Rechnungshofes wird durch den Sächsischen Landtag nach Vorschlag des Ministerpräsidenten auf 12 Jahre mit einer Zwei-Drittel-Mehrheit der abgegebenen gültigen Stimmen gewählt. Der Präsident kann nicht wiedergewählt werden.

## Präsidenten
- 1991–1995: Alfred Wienrich
- 1996–2002: Hans-Günther Koehn
- 2003–2010: Franz Josef Heigl
- 2010–2021: Karl-Heinz Binus
- seit 2021: Jens Michel

## Sitz
Sitz der Behörde war Leipzig und ist ab 8. Januar 2024 Döbeln. Außenstellen befinden sich in Dresden und Chemnitz. Mit dem Sächsischen Standortegesetz beschloss der Sächsische Landtag 2012, dass der Rechnungshof nach Döbeln (Landkreis Mittelsachsen) umziehen wird. Der finale Umzug der Behörde sollte im November 2023 stattfinden und fand im Januar 2024 statt.